# Группы голубей
Домашние голуби различны по цвету, форме тела, рисунку и структуре оперения, летным способностям. Условно по практическому применению все домашние голуби разделены на четыре основные группы:
1. Спортивные (почтовые)
2. Декоративные
3. Летные — гонные
4. Мясные

При оценке по стандартам на международных европейских выставках голубей обычно применяют немецкую классификацию 1978 г., а именно:
1. Формовые
2. Бородавчатые
3. Куриные
4. Дутыши
5. Цветные
6. Барабанщики
7. Структурные
8. Совиные
9. Турманы и Высоколётные

В 1982 г. ведущие голубеводы московского клуба, учитывая основные особенности, присущие ряду пород голубей отечественного происхождения, разделили их на 7 групп:
1. Чистые
2. Короткоклювые турманы
3. Гонные
4. Высоколетные
5. Бойные
6. Трубачи-барабанщики
7. Статные

1. Вислокрылые
2. Качуны
3. Одноцветные
4. Пестрые
5. Трясуны
6. Цветнобокие
7. Цветногрудые
8. Цветнохвостые

В России известный орнитолог профессор С. Петефи разделяет породы на 12 групп:
1. Простые (сизари)
2. Полевые, или цветные
3. Великаны
4. Курообразные
5. Трубачи-барабанщики
6. Кудрявые
7. Якобины
8. Павлины
9. Чайки
10. Дутыши
11. Бородавчатые
12. Летные и кувыркающиеся

У голубеводов Чехии и Словакии имеется своя условная классификация, которая предусматривает разделение всех пород домашних голубей на 8 групп:
1. Полезные
2. Крупные
3. Куриные
4. Дутыши (крупные, средние, мелкие)
5. Декоративные (цветные, чайки, барабанщики, структурные)
6. Бородавчатые
7. Летные (турманы — короткоклювые, среднеклювые, длинноклювые)
8. Спортивные (почтовые)